# Duane Allman
Howard Duane Allman (Nashville (Tennessee), 20 november 1946 - Macon (Georgia), 29 oktober 1971) was een Amerikaanse gitarist die bekend was als gitarist en mede-oprichter van The Allman Brothers Band en als sessiemuzikant. Hij is op 24-jarige leeftijd omgekomen bij een motorongeluk.

## Biografie
Duane Allman en zijn jongere broer Gregg groeiden op in Daytona Beach, Florida. Ze verloren al op zeer jonge leeftijd hun vader, die werd vermoord door een kennis. In hun vakanties verbleven ze bij hun grootmoeder in Nashville, waar ze muziek leerden spelen.
De broers speelden in verschillende plaatselijke bands waaronder de Allman Joys en the Hourglass. Ze werden sterk beïnvloed door bluesartiesten zoals B. B. King en Muddy Waters. In 1969 richtten ze The Allman Brothers Band op. Hun gelijknamige debuutalbum werd aan het eind van dat jaar uitgebracht, gevolgd door het tweede album Idlewild south.
In maart 1971 werd het album The Allman Brothers Band at Fillmore East uitgebracht. Die plaat wordt beschouwd als het creatieve hoogtepunt van zijn te korte carrière. Dit album wordt vaak beschouwd als een van de beste live-albums aller tijden. Op dat album staan rock- en bluesnummers met veel lange improvisaties, zoals In Memory of Elizabeth Reed en Whipping Post. Kenmerkend voor het geluid van deze band zijn onder meer de twee sologitaren (van Duane Allman en Dickey Betts) en de dubbele drums (Jai Johanny Johanson en Butch Trucks). Gregg Allman neemt de toetsinstrumenten en de meeste zang voor zijn rekening. In februari 1972 (na het overlijden van Duane) werd het dubbelalbum Eat a peach uitgebracht, met zowel live- als studio-opnames, die deels eerder zijn opgenomen met Duane Allman.
Duane Allman was als begaafd (slide-)gitarist ook een veelgevraagd studio- en sessiemuzikant. Hij heeft dan ook met veel topartiesten gespeeld, zoals Clarence Carter, Eric Clapton, King Curtis, Aretha Franklin, Laura Nyro, Wilson Pickett, Otis Rush, Percy Sledge, Johnny Jenkins, Boz Scaggs, Delaney & Bonnie, Doris Duke en jazzfluitist Herbie Mann. Veel nummers zijn te horen op de verzamelbox Duane Allman, an Anthology.
Duane Allman werd in 1982 postuum opgenomen in de Georgia Music Hall of Fame. In 2003 werd hij tweede in de lijst van 100 beste gitaristen aller tijden van het tijdschrift Rolling Stone. Hij moest alleen Jimi Hendrix laten voorgaan. In 2011 stond hij op nummer negen.
- Bibsys: 5029726
- Biblioteca Nacional de España: XX826703
- Bibliothèque nationale de France: cb139471378 (data)
- Catàleg d'autoritats de noms i títols de Catalunya: 981058509636406706
- Gemeinsame Normdatei: 134313283
- International Standard Name Identifier: 0000 0000 5516 6316
- Library of Congress Control Number: no91014943
- MusicBrainz: bb45bbe4-172e-4d1d-9d43-9708504f150f
- Nationale Bibliotheek van Tsjechië: xx0080824
- Nederlandse Thesaurus van Auteursnamen: 073203572
- Réseau des bibliothèques de Suisse occidentale: 02-A018439732
- Système universitaire de documentation: 150801599
- Virtual International Authority File: 24792578
- WorldCat: E39PBJwRR8rGP6fYGtCXD7YXVC